# ФК Задругар Српски Милетић
ФК Задругар је аматерски фудбалски клуб из Српског Милетића и тренутно се такмичи у МОЛ - 1. разред шестом нивоу српског фудбала.